# 1920 en aéronautique
Chronologie de l'aéronautique
- 1916
- 1917
- 1918
- 1919
- 1920
- 1921
- 1922
- 1923
- 1924

Cet article présente les faits marquants de l'année 1920 en aéronautique.

## Évènements

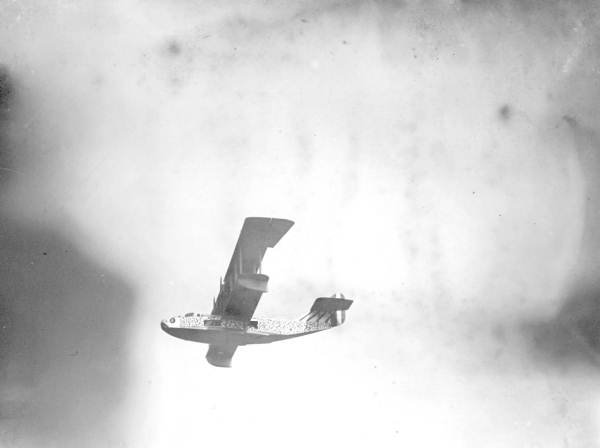
Biplan de l'Aéromarine, États-Unis, 1920

- Premier code international de navigation aérienne.

### Janvier
- 3 janvier : le pilote français Joseph Sadi-Lecointe remporte définitivement la « Coupe Deutsch de la Meurthe » en parcourant 190 km à la moyenne horaire de 266,314 km/h.

- 7 janvier : premier vol du « Boeing BB1 ».

- 24 janvier au  31 mars : expédition française aux sources du Niger avec huit « Breguet 16 Bn2 ».

### Février
- 1 février : Le constructeur aéronautique René Caudron embauche une femme comme pilote d'essai, en la personne d'Adrienne Bolland, brevetée pilote depuis le 29 janvier 1920[1].

- 7 février : le pilote français Joseph Sadi-Lecointe bat le record de vitesse pure : 275,862 km/h.

- 15 février : un hydravion « Levy-Le Pen » effectue le vol préliminaire de la ligne coloniale belge entre Léopoldville (Kinshasa) et Bolobo.

- 17 février : le pilote français Jean Casale établit le nouveau record du monde d’altitude avec son Spad-Herbemont, soit 7 300 mètres, avec deux passagers : Ricard et Labbé[2].

- 27 février : le major R.W. Schroeder dépasse les 10 000 mètres d'altitude à Dayton (Ohio) à bord d'un « Lepère » (10 093 m).

- 28 février : le pilote français Jean Casale bat le record de vitesse pure : 283,864 km/h.

### Mars
- 4 mars : premier vol commercial entre la Suisse et l'Angleterre : Saint-Moritz - Londres.

- 29 mars : début du transfert des vols commerciaux desservant Londres de Hounslow à Croydon.

- 31 mars : premier raid aérien Paris-Dakar.

### Avril
- 9 avril : premier vol du « Potez VIII ».

- 23 avril : fondation de la compagnie aérienne française : Compagnie de Navigation Franco-Roumaine.

### Mai
- 7 mai : société générale des transports aériens, créé par les frères Farman.

- 17 mai : la compagnie aérienne néerlandaise KLM inaugure sa première ligne entre Amsterdam et Londres.

- 26 mai : le pilote français A. Fronval effectue 962 loopings consécutifs.

- 31 mai : le pilote britannique Herbert Hinckler relie Londres et Turin sans escale en 9 heures et 35 minutes sur un Avro 534 Baby à moteur Green de 35 ch. Hinckler reçoit le « Britannia Trophy » pour cet exploit.

### Juillet
- 15 juillet au 20 octobre : quatre de Havilland DH.4 de l'armée américaine effectuent le trajet New York - Nome (Alaska), et retour.

- Juillet : premier meeting aérien organisé par la Royal Air Force.

### Septembre
- 20 septembre : seul participant à l'épreuve cette année-là, Luigi Bologna remporte à Venise la Coupe Schneider sur son Savoia S.12.
- 28 septembre : le pilote français Joseph Sadi-Lecointe remporte la « Coupe Gordon Bennett » en parcourant 100 km à la moyenne horaire de 271,547 km/h, ce dernier pilotait un aéroplane biplan Nieuport, à moteur Hispano-Suiza de 300 chevaux de puissance[3].

### Octobre
- 9 octobre : le pilote français Bernard Barny de Romanet bat le record de vitesse pure : 292,682 km/h sur un « Spad-Herbemont ».

- 10 octobre : le pilote français Joseph Sadi-Lecointe bat le record de vitesse pure : 296,694 km/h sur un « Nieuport-Delage ».

- 15 octobre : inauguration de la première ligne postale internationale en Amérique avec la liaison entre Seattle (États-Unis) et Victoria (Canada)

- 20 octobre : le pilote français Joseph Sadi-Lecointe bat le record de vitesse pure : 302,529 km/h sur un « Nieuport-Delage ».

### Novembre
- 1er novembre : l'Aeromarine West Indies Airways inaugure une ligne internationale entre Key West (États-Unis) et La Havane (Cuba).

- 4 novembre : le pilote français Bernard Barny de Romanet bat le record de vitesse pure : 309,012 km/h sur un « Spad-Herbemont ».

- 24 novembre : premier vol de l'hydravion allemand Dornier Delphin.

- 25 novembre : le lieutenant américain Corliss Moseley remporte le Trophée Pulitzer. Il gagne cette course  avec un Verville-Packard R-1: en moins de 45 minutes, il va réaliser le parcours de 187 kilomètres, soit une vitesse d'environ 251 kilomètres par heure[4].

### Décembre
- 12 décembre : 
  - le pilote français Joseph Sadi-Lecointe bat le record de vitesse pure : 313,043 km/h sur un « Nieuport-Delage »;
  - premier vol de l'avion français Blériot-SPAD S.33.

- 31 décembre : au 31 décembre 1920, douze compagnies aériennes françaises exploitent des lignes commerciales en avions.
  - Compagnie générale transaérienne (CGT)
  - Société des Lignes Farman (Farman)
  - Société des Lignes Latécoère (Latécèore)
  - Compagnie des messageries aériennes (CMA)
  - Société générale des transports aériens (SGTA)
  - Société Maritime de Transports Aériens (SMTA)
  - Compagnie des Transaériens de Tourisme et de Messageries (CTM)
  - Compagnie Maritime Aérienne (CMA)
  - Société Maritime des Transports Aériens (SMTA)
  - Compagnie de Navigation Franco-Roumaine (Franco-Roumaine)
  - Compagnie des grands express aériens (CGEA)

Hors de France, les trois seules compagnies européennes utilisant des avions sont la KLM néerlandaise, la DLR (Deutsche Luft-Reederei) allemande et la LOT polonaise. En Grande-Bretagne, l'exploitation commerciale des lignes aeriennes est interdite.